# Бёдо-ин
Бёдо-ин (яп. 平等院 бё:до:ин) — буддийский храм в городе Удзи недалеко от Киото. Построен в конце периода Хэйан. Изначально основан как вилла семейства Фудзивара, потом преобразован в храм. Знаменит Павильоном Феникса (яп. 鳳凰堂 хо:о:до:), посвящённым Будде Амиде, который был построен в 1053 году на острове посреди пруда. В 1052 году комплекс стал буддийским храмом. До XXI века сохранились только он и зал Каннондо, построенный в XIII столетии; также некоторые строения были реконструированы в конце XX века.
Музей храма хранит экспонаты, признанные национальными сокровищами Японии, в число которых входят 52 деревянных бодхисаттвы, храмовый колокол, феникс с крыши и другие предметы. В середине Павильона Феникса находится скульптура будды Амиды авторства скульптора Дзётё.

## История
Бёдоин расположен в 18 км к югу от Киото. Пригород южного Киото Удзи с красивыми горами и озёрами был излюбленным местом строительства вилл и храмов у японской знати. Здания, построенные дворянами в эпоху Хэйан, частично были разрушены, большая часть погибла от пожаров. Сегодня в Японии очень мало храмов, сохранившихся с той эпохи со статуями Будды, фресками и садами, что делает храм Бёдо-ин ценным культурным наследием Японии. Удзи был также важной остановкой на пути к Киото из Ямато уже в конце XVIII века, и многие влиятельные семьи строили там резиденции, включая род Фудзивара. Фудзивара-но Ёримити превратил семейную виллу в храм и переименовал её в Бёдо-ин в 1052 году. Храм принадлежит секте «Чистой земли» Дзёдо.
Бёдоин сильно пострадал во время войны Гэмпэй между семействами Тайра и Минамото. В 1180 году на мосту в непосредственной близости от храма состоялась знаменитая Битва при Удзи, в битве участвовали многочисленные воины-монахи, преимущественно из монастыря Мии-дэра. Битва закончилась сокрушительным поражением Минамото, в Павильоне Феникса Минамото-но Ёримаса совершил сэппуку.
В период Камакура важность Бёдоина значительно уменьшилась, а в 1335 году все строения, кроме Павильона Феникса и Каннондо, сгорели.

## Архитектура
Ёримити построил главный зал (хондо) в 1053 году, зал для медитации на Лотосовую сутру (хоккэдо) — в 1056; его дочь Хироко возвела двухуровневую пагоду тахото, в которую поместили статуи Дъхяни-будд авторства Какудзё. В 1066—1073 годах по повелению Ёримити были построены зал Годайдо и хранилище сутр, кёдзо. Фудзивара-но Морофуса построил Фудодо, зал для поклонения Фудо, и посвятил его Ёримити. В XIII столетии на его территории построили зал Каннондо.

### Павильон Феникса
Павильон Феникса стоит на озере возле искусственного пруда, окружённого садами. Он имеет необычную планировку для буддийского храма: от центрального зала (яп. 中堂) на север и юг отходят два Г-образных коридора (яп. 翼廊), а из западной стены выходит третий, прямой коридор (яп. 尾廊). Внутри находится коллекция произведений искусства буддизма периода Хэйан, включая сидящую статую Будды Амиды. Это единственное произведение скульптора Дзётё, представителя периода Хэйан, сохранившееся до сих пор. Статуя вырезана из японского кипарисового дерева, покрыта сусальным золотом и имеет высоту около трех метров.
Название «Павильон Феникса», скорее всего, было дано павильону во время реставрации в период Эдо, когда на крышу были установлены два бронзовых феникса. Зал Феникса и статуя Амиды признаны национальными сокровищами. Изображение статуи есть на реверсе монеты номиналом 10 йен, выпускаемой с 1951 года. Здания комплекса Бёдо-ин и скульптуры, воздвигнутые около 1000 лет назад, включены в Список мирового наследия ЮНЕСКО.
Центральный зал покрыт полувальмовой крышей и имеет дополнительный неф мокоси; прямая часть коридоров покрыта щипцовой крышей киридзума-дзукури, а угловая — шатровой (яп. 宝形造).